# Goblikon
Goblikon – konwent miłośników fantastyki i RPG organizowany w Raciborzu od 2003 roku przez klub Bastion działający przy Miejskiej i Powiatowej Bibliotece Publicznej. Inspiracją do przyjęcia za wiodący motyw imprezy postaci fantastycznej rasy goblinów stało się opowiadanie Jerzego Rzymowskiego pt. Grieg.
Program konwentu zawiera zwykle kilkanaście prelekcji o tematyce historyczno-kulturalnej i związanej z RPG, spotkania z autorami i wydawcami fantastyki, publicystami i znanymi postaciami fandomu, konkursy wiedzowe i zręcznościowe, turnieje gier karcianych, planszowych i figurowych, sesje RPG i LARP-y, prezentacje nowych produktów, wydawnictw i akcesoriów do gier oraz spotkania grup fanów zainteresowanych konkretną formą obcowania z fantastyką, na co dzień kontaktujących się przez Internet.
Tradycją Goblikonu stała się prezentacja autorskich systemów gier fabularnych. Celem takich prezentacji jest udowodnienie, że RPG jest rozrywką twórczą, wymagającą jedynie wyobraźni i nie musi być związane z żadnym z komercyjnych, często bardzo kosztownych systemów gry.

## Stałe punkty programu konwentu
- Puchar Mistrza Gry
- Puchar Gracza RPG
- LARP Goblińska uczta, na którym co roku podawane jest prawdziwe jedzenie
- LARP Alien
- kalambury

## Historia Goblikonu
- I edycja – 15–17 sierpnia 2003, m.in. prezentacja dodatku autorskiego Kroniki skradzionych legend do systemu Earthdawn
- II edycja – 13–15 sierpnia 2004, 103 uczestników, m.in. prezentacja systemów autorskich Terra Incognita i Steamhammer 3215, goście specjalni: Jerzy Rzymowski, Feliks W. Kres
- III edycja (w klimacie PRL–u) – 12–14 sierpnia 2005, 117 uczestników, m.in. Kapslowy Wyścig Pokoju, wystawa starych komputerów, goście specjalni: Krzysztof Papierkowski, Marcin Przybyłek, Andrzej Pilipiuk
- IV edycja (w klimatach wiejskich) – 18–20 sierpnia 2006, m.in. prezentacja systemu BESailorMoon, gość specjalny: Eugeniusz Dębski
- V edycja Stacja kosmiczna Last Hope odbyła się 10–12 sierpnia 2007, motywem przewodnim konwentu była fantastyka naukowa, m.in. prezentacja gry fabularnej Pływ
- VI edycja „Miasto na jedwabnym szlaku” odbyła się 8–10 sierpnia 2008, gościem specjalnym był Jakub Ćwiek, odbył się też po raz kolejny LARP wzbogacony prawdziwym jedzeniem – tym razem orientalnym. Przybyło 105 uczestników z całej Polski.
- VII edycja „Goblin Horror Picture Show” odbyła się 14-16 sierpnia 2009, gośćmi specjalnymi byli Piotr Cholewa, Jakub Ćwiek, Witold Jabłoński, Robert Pilch, Andrzej Pilipiuk oraz Miroslav Žamboch, odbyło się ponad 200 h programu. Konwent w ramach POWT (Program Operacyjny Współpracy Transgranicznej) był współfinansowany z funduszy EFRR (Europejski Fundusz Rozwoju Regionalnego) oraz z budżetu państwa.
- VIII edycja odbyła się w dniach 12-14 sierpnia 2011, konwencja oparta była na symbiozie magii i techniki, lub jeśli ktoś woli – ich wzajemnym zwalczaniu się, pojawiło się około 130 uczestników.
- IX edycja Starego goblina opowieść o Lechistanie odbyła się w dniach 9-11 sierpnia 2013, gościem specjalnym był Jacek Komuda. Na konwencie bawiło się około 160 uczestników.
- X, jubileuszowa edycja konwentu odbyła się w dniach 15-17 sierpnia 2014 roku w Zespole Szkół Mechanicznych w Raciborzu pod hasłem Najbardziej Zielone Urodziny Roku i bez określonej konwencji. Gośćmi specjalnymi byli Konrad T. Lewandowski oraz Marcin Przybyłek. Odbyło się ponad 100 godzin programu, w tym prelekcja o historii Goblikonu i konkurs wiedzy o konwencie. Nowością była licytacja nagród za punkty zdobyte podczas konkursów. Uczestnicy dostali także wydrukowaną wersję „Griega” Jerzego Rzymowskiego oraz zostali uraczeni urodzinowym tortem. Część atrakcji odbyła się na Zamku Piastowskim w Raciborzu. Na konwent przybyło około 170 osób.
- XI edycja "Wojny mitów" odbyła się w dniach 14-16 sierpnia 2015 w Gimnazjum nr 5 w Raciborzu.
- XII edycja "It’s alive!" odbyła się w dniach 11-13 sierpnia 2017 w Gimnazjum nr 1 w Raciborzu.
- XIII edycja odbyła się w dniach 14-16 lipca 2023 roku w na terenie Zespołu Szkół Ogólnokształcących nr 1, oraz w Miejskiej i Powiatowej Bibliotece Publicznej im. Ryszarda Kincla gośćmi specjalnymi byli Anna "Siemomysła" Hrycyszyn, Anna Kańtoch, Magdalena Salik, Robert Wegner oraz Artur Urbanowicz.